# ائرو ای.۱۴
ائرو ای. ۱۴ (به انگلیسی: Aero A.14) یک هواپیمای ساختِ آئرو ودوخودی است که در سال دههٔ ۱۹۲۰ ساخته شد. نخستین استفاده‌کنندهٔ این هواپیما نیروی هوایی چک بوده‌است.